# Championnat d'Europe de football des moins de 17 ans 2006
Navigation
Euro 2005 Euro 2007
La phase finale de l'édition 2006 du Championnat d'Europe de football des moins de 17 ans se déroule lors du printemps 2006 au Luxembourg. Le champion sortant, la Turquie, remet son titre en jeu face aux autres nations européennes. Le tirage au sort de ces phases finales se déroule le 6 avril 2006, au château de Mamer. 

## Tournoi final

### Phase de poules

#### Groupe A
| Rang | Équipe     | Pts | J | G | N | P | Bp | Bc | Diff |
| ---- | ---------- | --- | - | - | - | - | -- | -- | ---- |
| 1    | Espagne    | 9   | 3 | 3 | 0 | 0 | 12 | 1  | +11  |
| 2    | Russie     | 6   | 3 | 2 | 0 | 1 | 3  | 3  | 0    |
| 3    | Hongrie    | 3   | 3 | 1 | 0 | 2 | 4  | 3  | +1   |
| 4    | Luxembourg | 0   | 3 | 0 | 0 | 3 | 1  | 13 | -12  |

1re journée
| 3 mai 2006 | Hongrie | 0 – 1 | Russie      | John Grün, Mondorf-les-Bains |                            |
| 17:00 CET  |         |       | 78e Morozov | Arbitrage : William Collum   | Arbitrage : William Collum |
| 17:00 CET  | Rapport |       |             | Arbitrage : William Collum   | Arbitrage : William Collum |

| 3 mai 2006 | Luxembourg | 1 – 7 | Espagne                                                     | Stade Alphonse Theis, Hesperange |                           |
| 19:00 CET  | Pjanić 73e |       | 6e 18e Ñíguez · 13e Ramos · 48e 69e 76e Bojan · 55e Hermosa | Arbitrage : Hannes Kaasik        | Arbitrage : Hannes Kaasik |
| 19:00 CET  | Rapport    |       |                                                             | Arbitrage : Hannes Kaasik        | Arbitrage : Hannes Kaasik |

2e journée
| 5 mai 2006 | Espagne                               | 3 – 0 | Russie | Stade Alphonse Theis, Hesperange |                           |
| 17:00 CET  | Ñíguez 59e · Vergara 64e · Gullón 74e |       |        | Arbitrage : Bjorn Kuipers        | Arbitrage : Bjorn Kuipers |
| 17:00 CET  | Rapport                               |       |        | Arbitrage : Bjorn Kuipers        | Arbitrage : Bjorn Kuipers |

| 5 mai 2006 | Luxembourg | 0 – 4 | Hongrie                                         | John Grün, Mondorf-les-Bains |                              |
| 19:30 CET  |            |       | 42e 28e Németh · 64e (pen.) Koman · 76e Nikházi | Arbitrage : Aleksei Kulbakov | Arbitrage : Aleksei Kulbakov |
| 19:30 CET  | Rapport    |       |                                                 | Arbitrage : Aleksei Kulbakov | Arbitrage : Aleksei Kulbakov |

3e journée
| 8 mai 2006 | Russie                         | 2 – 0 | Luxembourg | Stade Alphonse Theis, Hesperange |                                |
| 17:30 CET  | Gorbatenko 32e · Korotayev 75e |       |            | Arbitrage : Aleksandar Stavrev   | Arbitrage : Aleksandar Stavrev |
| 17:30 CET  | Rapport                        |       |            | Arbitrage : Aleksandar Stavrev   | Arbitrage : Aleksandar Stavrev |

| 8 mai 2006 | Espagne                      | 2 – 0 | Hongrie | Stade Am Deich, Ettelbruck   |                              |
| 17:30 CET  | Ramos 18e · Bojan 76e (pen.) |       |         | Arbitrage : Thomas Einwaller | Arbitrage : Thomas Einwaller |
| 17:30 CET  | Rapport                      |       |         | Arbitrage : Thomas Einwaller | Arbitrage : Thomas Einwaller |

#### Groupe B
| Rang | Équipe               | Pts | J | G | N | P | Bp | Bc | Diff |
| ---- | -------------------- | --- | - | - | - | - | -- | -- | ---- |
| 1    | Allemagne            | 7   | 3 | 2 | 1 | 0 | 8  | 0  | +8   |
| 2    | Tchéquie             | 7   | 3 | 2 | 1 | 0 | 5  | 2  | +3   |
| 3    | Serbie-et-Monténégro | 1   | 3 | 0 | 1 | 2 | 2  | 7  | -5   |
| 4    | Belgique             | 1   | 3 | 0 | 1 | 2 | 2  | 8  | -6   |

1re journée
| 3 mai 2006 | Belgique | 0 – 4 | Allemagne                                                     | Stade Am Deich, Ettelbruck     |                                |
| 17:00 CET  |          |       | 2e (csc) Gillis · 35e Fischer · 51e (pen.) Kroos · 80e Lorenz | Arbitrage : Aleksandar Stavrev | Arbitrage : Aleksandar Stavrev |
| 17:00 CET  | Rapport  |       |                                                               | Arbitrage : Aleksandar Stavrev | Arbitrage : Aleksandar Stavrev |

| 3 mai 2006 | Serbie-et-Monténégro | 1 – 2 | Tchéquie      | Stade Jos Nosbaum, Dudelange |                              |
| 19:00 CET  | Vuković 72e          |       | 49e 67e Necid | Arbitrage : Thomas Einwaller | Arbitrage : Thomas Einwaller |
| 19:00 CET  | Rapport              |       |               | Arbitrage : Thomas Einwaller | Arbitrage : Thomas Einwaller |

2e journée
| 5 mai 2006 | Belgique   | 1 – 1 | Serbie-et-Monténégro | Stade Jos Nosbaum, Dudelange |                           |
| 17:00 CET  | Aquino 71e |       | 83e Karadžić         | Arbitrage : Hannes Kaasik    | Arbitrage : Hannes Kaasik |
| 17:00 CET  | Rapport    |       |                      | Arbitrage : Hannes Kaasik    | Arbitrage : Hannes Kaasik |

| 5 mai 2006 | Allemagne | 0 – 0 | Tchéquie | Stade Op Flor, Grevenmacher |                            |
| 19:00 CET  |           |       |          | Arbitrage : William Collum  | Arbitrage : William Collum |
| 19:00 CET  | Rapport   |       |          | Arbitrage : William Collum  | Arbitrage : William Collum |

3e journée
| 8 mai 2006 | Allemagne                         | 4 – 0 | Serbie-et-Monténégro | Stade Josy Barthel, Luxembourg |                           |
| 19:30 CET  | Fischer 5e 22e 37e · Reinartz 65e |       |                      | Arbitrage : Bjorn Kuipers      | Arbitrage : Bjorn Kuipers |
| 19:30 CET  | Rapport                           |       |                      | Arbitrage : Bjorn Kuipers      | Arbitrage : Bjorn Kuipers |

| 8 mai 2006 | Tchéquie                   | 3 – 1 | Belgique             | Stade Op Flor, Grevenmacher  |                              |
| 19:30 CET  | Wojnar 11e · Necid 42e 72e |       | 75e Carcela-Gonzalez | Arbitrage : Aleksei Kulbakov | Arbitrage : Aleksei Kulbakov |
| 19:30 CET  | Rapport                    |       |                      | Arbitrage : Aleksei Kulbakov | Arbitrage : Aleksei Kulbakov |

### Demi-finales
| 11 mai 2006 | Allemagne | 0 – 1 | Russie        | Stade Josy Barthel, Luxembourg |                            |
| 20:15 CET   |           |       | 72e Prudnikov | Arbitrage : William Collum     | Arbitrage : William Collum |
| 20:15 CET   | Rapport   |       |               | Arbitrage : William Collum     | Arbitrage : William Collum |

| 11 mai 2006 | Espagne | 0 – 2 | Tchéquie                   | Stade Am Deich, Ettelbruck     |                                |
| 17:30 CET   |         |       | 31e Pekhart · 58e Vošahlík | Arbitrage : Aleksandar Stavrev | Arbitrage : Aleksandar Stavrev |
| 17:30 CET   | Rapport |       |                            | Arbitrage : Aleksandar Stavrev | Arbitrage : Aleksandar Stavrev |

### Match pour la3eplace
| 14 mai 2006 | Espagne                        | 1 – 1 a. p.       | Allemagne                                   | John Grün, Mondorf-les-Bains |                              |
| 15:00 CET   | Bojan 53e                      |                   | 68e Fischer                                 | Arbitrage : Aleksei Kulbakov | Arbitrage : Aleksei Kulbakov |
| 15:00 CET   | Rapport                        |                   |                                             | Arbitrage : Aleksei Kulbakov | Arbitrage : Aleksei Kulbakov |
| 15:00 CET   | Savall · Baena · Ortiz · Bojan | Tirs au but 3 - 2 | Marin · Vrančić · Fischer · Schorch · Kroos | Arbitrage : Aleksei Kulbakov | Arbitrage : Aleksei Kulbakov |

### Finale
| 14 mai 2006 | Tchéquie                       | 2 – 2 a. p.       | Russie                                                    | Stade Josy Barthel, Luxembourg |                           |
| 19:00 CET   | Pekhart 80+3e · Necid 88e      |                   | 46e Prudnikov · 86e Marenich                              | Arbitrage : Bjorn Kuipers      | Arbitrage : Bjorn Kuipers |
| 19:00 CET   | Rapport                        |                   |                                                           | Arbitrage : Bjorn Kuipers      | Arbitrage : Bjorn Kuipers |
| 19:00 CET   | Vácha · Wojnar · Holek · Necid | Tirs au but 3 - 5 | Shcherbak · Gagloyev · Prudnikov · Amirkhanov · Korotayev | Arbitrage : Bjorn Kuipers      | Arbitrage : Bjorn Kuipers |

## Résultat
| Championnat d'Europe des - 17 ans 2006 - Vainqueur Russie 2e titre |

## Référence
1. ↑  « UEFA Under 17 Football Championships - Luxembourg 2006 - Latest News About The Tournament », sur web.archive.org, 24 septembre 2007 (consulté le 31 juillet 2020)